# Буда (Будапешт)

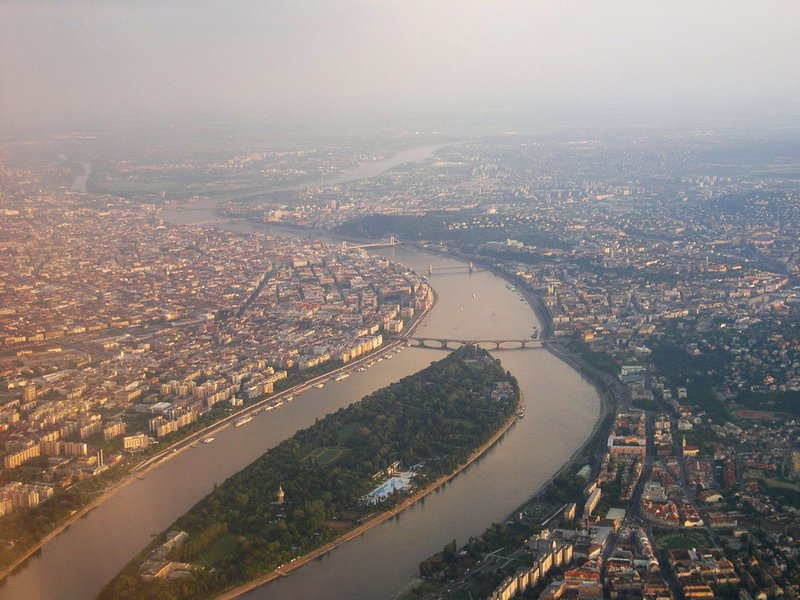
Будапешт: зліва — Пешт, праворуч — Буда, у центрі острів Маргіт на Дунаї

Буда (угор. Buda, словац. Budín, хорв. Budim, тур. Budin, серб. Будимо або Budim), Офен (нім. Ofen) — західна частина угорської столиці Будапешта на правому березі Дунаю. Згідно з середньовічною легендою, назва Буда походить від імені гунського вождя Бледа (угор. Buda), за іншою версією, назва міста має слов'янське походження — від «буда» ('будинок, будівля, селище')
Територія Буди становить приблизно третину території Будапешта та покрита пагорбами та лісами.

## Історія
Буда була столицею Угорщини з 1361 року до входження в Османську імперію в 1541 році, після чого новою столицею стала Пожонь (сьогоднішня назва — Братислава, столиця Словаччини).
В 1686 році Буда була захоплена Австрією.
Буда стала вільним містом в 1703 році, пізніше, в 1784 році стала угорською столицею.
В 1873 році в результаті об'єднання міст Пешта, Буди і Обуди з'явилося місто Будапешт.

## Пам'ятки

### Будайський пагорб
- Буда (замок): Королівський палац та руїни середньовічного замку
- Стара ратуша
- Церква Матяша
- Церква Марії Магдалини
- Замковий театр
- Рибальський бастіон
- Пам'ятник Євгенію Савойському
- Катакомби Будайського пагорба
- Палац Шандора

### Гора Геллерт
- Цитадель

### Придунайська зона
- Церква Святої Анни
- Церква та монастир капуцинів
- Церква та монастир Святої Єлизавети

## В астрономії
На честь Буди названий астероїд 908 Буда, відкритий 1918 року.